# 伊爾馬多內山
46°29′30.5″N 8°33′32.6″E / 46.491806°N 8.559056°E
伊爾馬多內山（Il Madone），是瑞士的山峰，位於該國南部，由提契諾州負責管轄，屬於勒蓬廷山的一部分，海拔高度2,756米，每年平均降雨量2,204毫米。